# Valentin Erben
Valentin Erben, né à Pernitz le 14 mars 1945, est un violoncelliste autrichien.

## Biographie
Il a eu comme professeurs Walter Reichardt à Munich, Tobias Kühne à Vienne et André Navarra à Paris. En 1970, il est devenu membre du Quatuor Alban Berg, avec qui il a joué pendant 38 ans. Il a enseigné le violoncelle à la Wiener Musikhochschule à partir de 1972. Il a aussi enseigné à l'Université de Cologne, à l'Académie musicale Chigiana de Sienne, et à ProQuartet à Paris.
Il a gagné le Concours international de violoncelle à Vienne et le Concours international de musique de l'ARD à Munich.
Valentin Erben joue sur un violoncelle de Matteo Gofriller de 1722, qui a appartenu à Pierre Fournier et à Yo Yo Ma.
Il est le directeur musical du festival annuel musical, Les Musicales d'Orient.